# Argir
Argir (dánul: Arge) település Feröer Streymoy nevű szigetén. Közigazgatásilag Tórshavn községhez tartozik.

## Földrajz
Argir a sziget keleti partján, Tórshavntól délre fekszik. Gyakorlatilag a főváros déli városrésze, mára teljesen egybeépült vele. Az utóbbi években számos ház épült, így a település épületei már magasan felkapaszkodtak a hegyoldalra, ahonnan gyönyörű kilátás nyílik Tórshavnra és az öböl túloldalán fekvő Nólsoy szigetére.

## Történelem

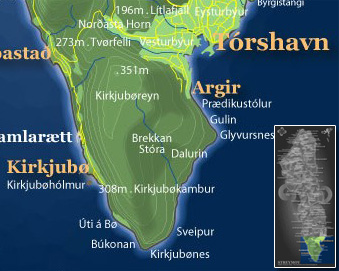
Argir fekvése Streymoyon

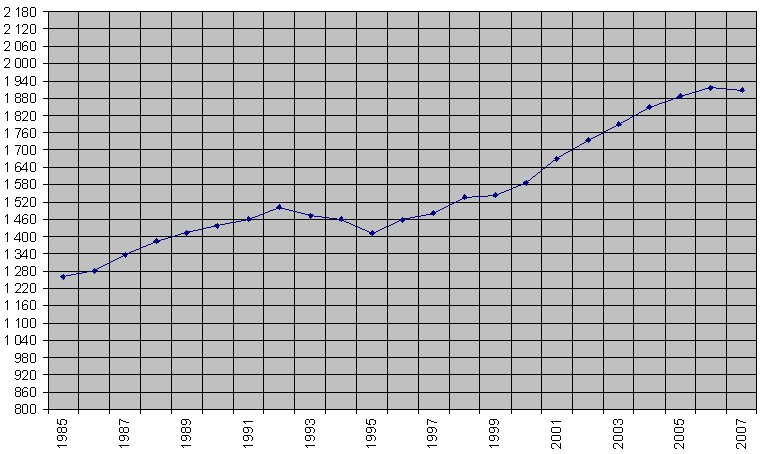
Argir népességének változása 1985-2007

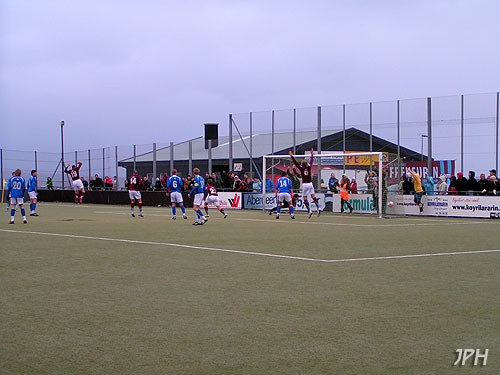
Argja Bóltfelag - KÍ Klaksvík mérkőzés

A 16. században egy leprakórház működött itt, majd 1750-es bezárása után szegényházzá alakították. A települést azonban csak a 17. században alapították.
Temploma 1974-ben épült.
Közigazgatásilag 1997. január 1. óta Tórshavn községhez tartozik, előtte önálló volt Argir község néven.

## Népesség
| Év              | Lakosság |
| --------------- | -------- |
| 1986. január 1. | 1283     |
| 1991. január 1. | 1460     |
| 1996. január 1. | 1458     |
| 2001. január 1. | 1668     |
| 2006. január 1. | 1916     |

## Közlekedés
A település magasabban fekvő részei már olyan messze vannak Tórshavntól, hogy az itt élők gyakorlatilag csak autóval tudnak bejutni a városba. A közösségi közlekedést két helyi (1-es, 2-es) autóbuszvonal biztosítja.
Argirnak van egy kis csónakkikötője csónakházakkal.
A településen található egy Statoil benzinkút.

## Sport
A település labdarúgócsapata az Argja Bóltfelag (AB).